# Juan Manuel Montero Vázquez
Juan Manuel Montero Vázquez (* 29. Dezember 1947 in Palencia; † 21. Mai 2012 in Tel Aviv) war ein spanischer Militärarzt im Dienstgrad General de División Médico und Inspector General de Sanidad de la Defensa, also der Inspekteur des militärischen Sanitätskorps.
Montero war Doktor der Medizin und Chirurgie und trat 1972 im Dienstgrad Teniente in das spanische Heer ein. Er hatte verschiedene Verwendungen im Hospital Militar Central Gómez Ulla in Madrid. Er starb plötzlich und unerwartet im Mai 2012 während einer Konferenz von NATO-Militärärzten in Israel.